# 布里塞尼奧 (博亞卡省)
5°42′00″N 73°56′00″W / 5.7°N 73.9333°W

布里塞尼奧（西班牙語：Briceño），是哥倫比亞的城鎮，位於該國東北部博亞卡省，面積64平方公里，海拔高度1,340米，始建於1890年，2005年人口2,146，人口密度每平方公里33.5人。